# Subotica
Subotica (pronunțat Subotița; în sârbă Суботица, în maghiară Szabadka, în germană Maria-Theresiopel) este reședința districtului Bačka de Nord în cadrul Provinciei Autonome Voivodina, Serbia. La recensământul din 2022, au fost înregistrați 94,228 de locuitori. Subotica este un mare nod feroviar, centru industrial și comercial.
Orașul Palić face parte din Subotica, datorită proximității față de oraș.

## Personalități

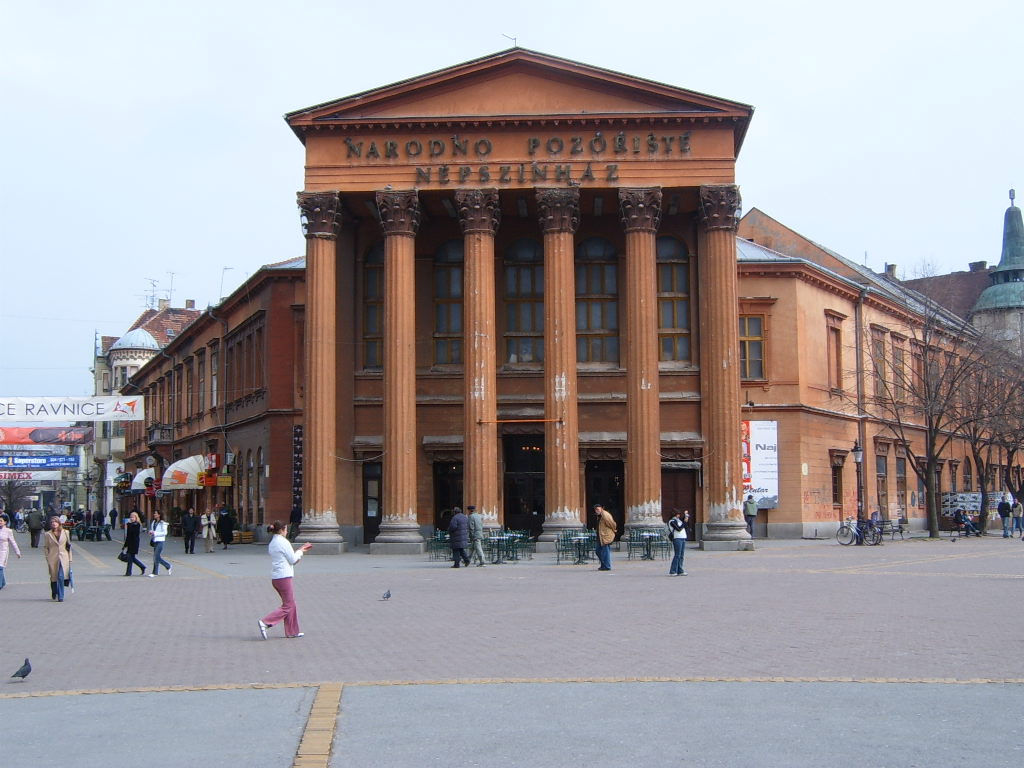
Teatru

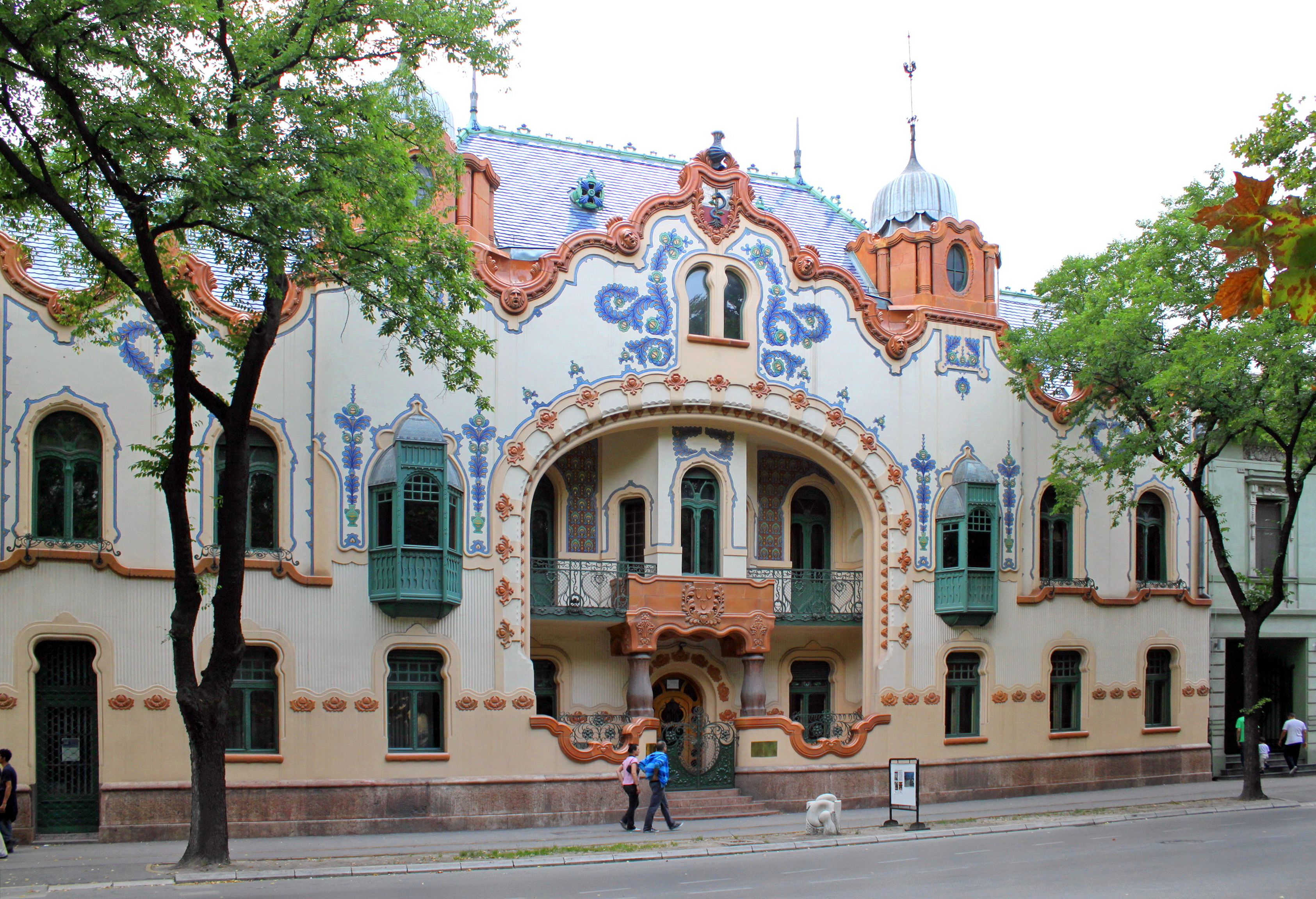
Muzeu

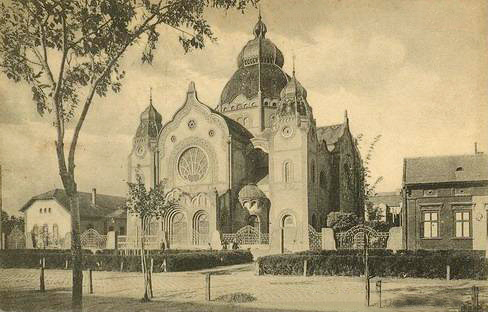
Sinagoga

- Dezső Kosztolányi (1885 - 1936), scriitor maghiar;
- Géza Csáth (1887 - 1919), scriitor maghiar;
- Juci Komlós (1919 - 2011), actriță maghiară;
- Károly Ács (1928 - 2003), scriitor maghiar;
- Ferenc Botka (1929 - 2011), istoric literar maghiar;
- Danilo Kiš (1935 - 1989, scriitor sârb;
- Bojana Radulović (n. 1973), handbalistă iugoslavă și maghiară;
- Marko Dmitrović (n. 1992), fotbalist sârb.

## Structura etnică și confesională
Conform recensământului din anul 2002 confesiunile sunt reprezentate astfel:
- Romano-Catolici = 93.521 (63,02%)
- Ortodocși = 38.523 (25,96%)
- Protestanți = 2.794 (1,88%)

Limba sârbă este limba cea mai folosită în viața de zi cu zi, însă limba maghiară este folosită de aproape o treime din populație în conversațiile zilnice. Ambele limbi sunt, de asemenea, utilizate pe scară largă în sigle comerciale și oficiale 
Din punct de vedere etnic s-au declarat:
- Maghiari = 57.092 (38,47%)
- Sârbi = 35.826 (24,14%)
- Croați = 16.688 (11,24%)
- Bunievați (neam croat) = 16.254 (10,95%)
- Iugoslavi = 8.562 (5,76%)
- Muntenegreni = 1.860 (1,25%)

## Orașe înfrățite
- Szeged, Ungaria
- Dunajská Streda, Slovacia
- Olomouc, Cehia
- Odorheiu Secuiesc, România